# Kemse
Kemse (horvátul: Kemša) község Baranya vármegyében, a Sellyei járásban.

## Fekvése
Sellyétől dél-délkeletre, Vajszlótól délnyugatra helyezkedik el; központja mintegy 3,5 kilométerre van a Drávától és a déli országhatártól, de közigazgatási határa délen közel öt kilométer hosszan egybeesik a déli országhatárral.
A szomszédos települések a határ magyar oldalán: észak felől Csányoszró, kelet felől Piskó, nyugat felől pedig Zaláta; északkeleten egy egészen rövid szakaszon határos még Lúzsokkal is. A határ túlsó oldalán a legközelebbi település a horvátországi Martince (Martinci Miholjački).
Az egész falu egy, a környezetéből kissé kiemelkedő földhalomra épült, amit szinte minden irányból egykori Dráva-holtágak vesznek körül. Emiatt a falukép is jellegzetes: a házak nem egy vagy több utca hosszában épültek meg, hanem egy kör alakú térség körül, gyűrű alakban, ennélfogva Kemse bokortelepülésnek tekinthető.

### Megközelítése
Csak közúton  közelíthető meg, legegyszerűbben Vajszlón és Lúzsokon keresztül, az 5823-as úton. Külterületei között délen áthalad még az 5821-es és az 5824-es út is, utóbbiak csak a község ritkásan lakott, külterületi településrészeit érintik.

## Története
A település első ismert okleveles említése 1320-ból való, ekkor már a maival azonos névalakban bukkan fel a falu neve. Múltjáról évszázadokat átívelően kevés adat került elő; ismert történelme nagy részében valószínűleg a pécsi káptalan birtoktestéhez tartozhatott. 1542-ben 4½, 1561-ben 5½ jobbágyportát írtak itt össze, 1721-ben három-három magyar jobbágy- illetve zsellércsalád lakta a falut. 1807-ben 20 háza és 140 lakosa volt, 1828-ra pedig már 220-ig kúszott fel a lakosok száma, ám ettől az időszaktól kezdve a lélekszám nagyjából folyamatos csökkenésnek indult. Kemsét az egykézés hatásai is az Ormánság átlagánál jobban sújtották.
A falu határa mindig vízjárta terület volt, több 18. századi térképen is ártéri erdők és vadvizek szövevénye öleli körül a települést. A történelem során a lakosságnak mindig jelentős hányada élt pákász életmódot, a hosszabb-rövidebb ideig vízzel elöntött egykori holtágak, morotvák adottságait kihasználva.

## Közélete

### Polgármesterei
- 1990–1994: Tömös Mihó László (független)[5]
- 1994–1998: Tömös Mihó László (független)[6]
- 1998–2002: Tömös Mihó László (független)[7]
- 2002–2006: Tömös Mihó László (független)[8]
- 2006–2010: Tömös-Mihó László (független)[9]
- 2010–2014: Vető János István (független)[10]
- 2014–2019: Vető János István (Fidesz-KDNP)[11]
- 2019–2024: Vető János István (Fidesz-KDNP)[12]
- 2024– : Vető János István (Fidesz-KDNP)[1]

## Népesség
A település népességének változása:
| Lakosok száma | 56   | 56   | 58   | 59   | 52   | 51   | 49   | 51   |
|               | 2013 | 2014 | 2015 | 2019 | 2021 | 2022 | 2023 | 2024 |

A 2011-es népszámlálás során a lakosok 100%-a magyarnak, 6,8% cigánynak mondta magát (a kettős identitások miatt a végösszeg nagyobb lehet 100%-nál). A vallási megoszlás a következő volt: római katolikus 45,8%, református 28,8%, felekezeten kívüli 20,3% (5,1% nem nyilatkozott).
2022-ben a lakosság 96,1%-a vallotta magát magyarnak (3,9% nem nyilatkozott). Vallásuk szerint 43,1% volt római katolikus, 15,7% református, 2% egyéb katolikus, 9,8% felekezeten kívüli (29,4% nem válaszolt).

## Látnivalók, nevezetességek
- A falu mai kőtemploma 1913-ban épült.
- Korábban a településnek fatornyos temploma volt, amit az 1910-es évekre rossz állapota miatt felhagytak, majd lebontottak; díszes, festett mennyezeti fakazettái ma a Magyar Nemzeti Múzeum anyagának részét képezik.

## A település az irodalomban
- Kemséről szól az Elsüllyedt falu a Dunántúlon. Kemse község élete című, 1936-ban megjelentetett szociográfiai kiadvány, amely egy-egy kihajtható térképpel, illetve grafikonnal, valamint számos illusztrációval jelent meg, a Sylvester Irodalmi és Nyomdai Intézet Bt. gondozásában, tíz szerző műveként, gróf Teleki Pál előszavával.[15]